# Grandia (videojuego)
Grandia (Japonés:  グランディア Gurandia?) es un videojuego de rol desarrollado por Game Arts originalmente para la Sega Saturn siendo el primer juego de la saga Grandia. Inicialmente lanzado en Japón en enero de 1997, el juego fue posteriormente portado a la PlayStation en junio de 1999. Más tarde salió una versión en inglés del juego para esta misma consola en Norteamérica en septiembre de ese mismo año por SCEA y más tarde en Europa en marzo de 2001 por Ubisoft. El juego fue desarrollado por gran parte de la plantilla que creó la saga de rol Lunar de la misma empresa, incluyendo al productor Yoichi Miyaji y al compositor Noriyuki Iwadare. Desde su lanzamiento, Grandia se ha hecho famoso por sus mecánicas de combate que se han trasladado a futuras entregas de la franquicia así como a dos spin-off - Grandia: Digital Museum y Grandia: Parallel Trippers - ambos lanzados exclusivamente en Japón. En celebración del anuncio del desarrollo de Grandia Online, que hace de precuela de Grandia, se relanzó el juego en la PlayStation Network de Sony en Japón como título descargable en abril de 2009 y el 25 de febrero de 2010 en Norteamérica.
El juego está ambientado en un mundo de fantasía de emergente tecnología y exploración. Un joven chico llamado Justin hereda una piedra mágica que le lleva a tomar un viaje alrededor del mundo para descubrir el misterio que rodea una antigua civilización. Durante el camino, se encuentra con otros aventureros que se unen a su búsqueda, entre los que destaca el militar Garlyle Forces que busca descubrir los secretos del pasado. Grandia recibió una crítica muy positiva en su lanzamiento original y fue votada por los lectores de la famosa revista japonesa Famitsu como el 73.er mejor juego de todos los tiempos en 2006.

## Jugabilidad
Los entornos de Grandia son mostrados como mapas en tres dimensiones, con personajes representados por sprites animados en dos dimensiones. La cámara es completamente rotativa y sigue al grupo desde una perspectiva en tercera persona angulada. A veces es necesario rotarla cámara para ver objetos o pasajes ocultos.
Grandia presenta una lista del grupo rotacional. Las estadísticas de cada miembro del grupo incrementa cada vez que ganan un nivel derrotando enemigos y acumulando puntos de experiencia. Los personajes aprenden nuevas habilidades mediante el uso repetido de armas y hechizos. Una vez que un determinado arma o hechizo es usado un número de veces en batalla, el nivel de habilidad se eleva. Las armas se dividen en diferentes clases, como espadas, mazas, hachas, látigos o cuchillos. Las habilidades potenciales de cada miembro del grupo están listadas en la pantalla de Habilidades del menú principal del juego, así como los requisitos necesarios para aprenderlas. El juego incita a los jugador el cambiar de arma periódicamente. Cuando un arma o un elemento mágico sube de nivel, las estadísticas permanentes son añadidas al personaje. Por ejemplo, cuando la habilidad de agua de un personaje sube de nivel, el personaje también recibe +1 HP y +2 MP.
Los monstruos en Grandia son visibles en el terreno y vagan sin rumbo hasta que el grupo se acerca. Una vez que el monstruo toca a un miembro del grupo empieza una batalla. Si el jugador logra deslizarse y tocarle por la espalda, logra un ataque sorpresa y puede atacar primero. De la misma manera, si un enemigo toca a un miembro del grupo por la espalda, serán ellos los que golpeen primero. El combate se muestra desde una vista cenital en tercera persona. La barra IP en la esquina inferior derecha de la pantalla muestra una fila de iconos que representan a todos los miembros del grupo y a los enemigos en pantalla. Cuando un icono llega al punto medio de la barra IP, ese personaje puede elegir su próxima acción. La barra IP también muestra el tiempo que tardan los enemigos en atacar; si el grupo consigue acertar un golpe durante el periodo en que un enemigo está preparando un ataque, el ataque enemigo será cancelado.

## Argumento

### Personajes
La historia gira en torno a Justin, un aspirante a aventurero de Parm. Vive con su madre, Lilly, en su casa situado en la planta superior del restaurante familiar. El padre de Justin se esfumó hace varios años en una aventura y su madre está preocupada porque su hijo intentará seguir los pasos de su padre. Justin, un romántico, insiste en que hay partes inexploradas del mundo, a pesar de la percepción general de que el "Fin del Mundo" - un insuperable muro de piedra encontrada en un continente recién descubierto - ha cerrado el capítulo de la era de los descubrimientos. Los demás personajes incluyen a Sue, una amiga de su pueblo que hace de hermana de Justin; Feena, una experta aventurera e ídolo de Justin; Gadwin, un valiente caballero que enseña a Justin en el arte de la espada; Rapp, un joven de malos modales del pueblo de Cafu; Milda, una gigante que, a pesar de su naturaleza salvaje, tiene un lado sensible, particularmente con su marido; Guido, un vendedor ambulante y jefe de un de un clan de diminutos conejos llamados los Mogay; y Liete, una misteriosa mujer que se encuentra con Justin dentro de las Ruinas Sult. Ella reside en una antigua estación espacial haciendo de base de datos viviente de una antigua civilización.
El antagonista principal del juego es el General Baal, el calculador líder de las Fuerzas de Garlyle. A pesar de estar aparentemente involucrado en la excavación de las runas por razones puramente filantrópicas, él tiene sus propios planes. Su hijo y segundo al mando es el Coronel Mullen, un estratega querido por sus subordinados. Junto a él está su aide-de-camp, Leen, una joven soldado que se ha ganado un sitio especial en el ejército por razones desconocidas. Nana, Saki y Mio son tres mujeres sargentos de su propio escuadrón. A pesar de su esfuerzos, ellas suelen embarullar misiones importantes, particularmente si Justin está involucrado. Cada una de ellas está enamorada del Coronel Mullen y por ello muestran abiertamente sus celos a Leen.

### Historia
Grandia está situado en una mundo de fantasía donde las sociedades prosperan en una era de crecientes desarrollos tecnológicos que se suceden a la caída de la antigua civilización de Angelou años atrás. El General Baal, líder militar de las Fuerzas de Garlyle, junto con su hijo el Coronel Mullen y el interés amoroso de éste la Teniente Leen, se abren camino hasta un emplazamiento arqueológico donde se cree que residen los tesoros de los antiguos. Justin, un joven chico aficionado a las aventuras que vive en la ciudad portuaria de Parm justo al lado de la excavación, viaja a la zona a investigar con su amiga Sue, así como para encontrar pistas sobre el artefacto dejado por su padre perdido, la Piedra Espiritual. Pasando desapercibidos por los soldados de Garlyle, Justin encuentra un dispositivo holográfico que muestra la imagen de una mujer llamada Liete, que le cuenta que la piedra esconde un gran poder y debe viajar hacia el este para buscar Alent, la antigua ciudad del conocimiento, para aprender sobre su verdadero potencial. Cuando vuelve a casa, Justin evita a su madre y se escabulle hasta el puerto para partir al día siguiente en un barco con rumbo al Nuevo Mundo al otro lado del océano mientras promete ser un gran aventurero como su padre.
A bordo del barco, Justin descubre que Sue se escondió y se encuentra con otra joven aventurera llamada Feena, que se une a los dos para salvar al buque de un barco embrujado que surge de la niebla. Después del largo viaje, justo cuando llegan a la ciudad de New Parm, Feena es secuestrada por el alcalde de la ciudad, que quiere que sea su esposa. Después de rescatarla, los tres viajan a unas ruinas cercanas donde encuentran a Liete, que les dice que Alent está más lejos, en el Nuevo Mundo, más allá de un enorme muro continental conocido como "El Fin del Mundo". Las Fuerzas de Garlyle interceptan a los tres mientras viajaban más allá e interrogan a Justin por su habilidad para manipular la antigua maquinaria de las ruinas. Escapan de sus captores a borde de un tren militar y el grupo se encamina al pueblo a los pies del gran muro, donde les es revelado que Leen es la hermana perdida de Feena. Decididos a segur su viaje, el equipo va subiendo el muro, instalando campamentos a lo largo del camino antes de, finalmente, alcanzar la cima, consiguiendo acceder al resto del continente del otro lado.
Abriéndose paso a través de un bosque, el grupo se encuentra con Gadwin, un hombre bestia y aguerrido caballero que ve potencial en Justin y dirige a los tres a las antiguas Torres Gemelas para contactar otra vez con Liete. Después de ser interceptados por las Fuerzas de Garlyle otra vez, ellos vuelven a escaparse pero Sue cae enferma cuando se acercan a otro pueblo. Temeroso por su seguridad, Justin deja a Sue al cuidado de los ciudadanos y continua su viaje con Gadwin y Feena a los límites del continente y al otro océano. Tomando el barco de Gadwin hasta otra isla, Justin y Feena empiezan a expresar sus sentimientos por el otro. Atracando en una playa a las afueras del pueblo de los hombres bestia, encuentran a Rapp que les pide ayuda para destruir una torre cercana que está emanando energía oscura y petrificando la tierra. Cuando descubren que la torre es controlada por las Fuerzas de Garlyle, el grupo se encuentra con Milda, una mujer bestia, dentro de la torre y se unen a ella para destruir la fuente de la corrupción que resulta ser una criatura planta conocida como "Gaia" que ha sido cultivada por los investigadores de Garlyle bajo las órdenes del General Baal. Después de destruir a la criatura y tomar una muestra de sus semillas, Justin se enfrenta a Leen que las roba. Siguiendo hacia delante en busca de Alent, el grupo se encuentra con un mercader ambulante llamado Guido que los lleva a su pueblo natal, donde ejerce de jefe a pesar de su joven aspecto, permitiéndoles acceder a más ruinas. Es ahí donde Feena descubre sus poderes mágicos que se manifiestan en forma de alas cuando se encuentra en problemas. Justo después ella es capturada junto con la Piedra Espiritual por soldados invasores de Garlyle y llevada a bordo del buque insignia de Baal, el Grandeur. Baal le desvela que intenta revivir una Gaia con todo su poder usando la piedra para dominar el mundo y rehacerlo con su propio diseño.
Finalmente el grupo llega a Alent. Justin se encuentra con Liete en persona que le revela que su piedra es realmente una antigua artefacto forjado por los Icarianos, una raza de poderosos hechiceros que vivieron durante la era Angelou. La piedra es un regalo para los humanos que vivían en aquel tiempo para que lo usasen como quisieran para traer prosperidad, pero ellos se corrompieron por los deseos oscuros y dieron vida a Gaia, que casi destruye el mundo. Los Icarianos se sacrificaron para salvar el planeta y la humanidad, y crearon un hechizo para que dos de su raza nacieran en el mundo cada vez que Gaia sea revivida, destinados a sacrificarse para salvar al mundo hasta el próximo renacimiento en un bucle sin fin. Al darse cuenta de que Feena y Leen son los renacimientos de los Icarianos, Justin se va a salvarlas de Baal. Cuando el grupo llega al Grandeur, Baal revela que se ha fusionado con una parte de Gaia, lo que provoca un motín entre sus tropas, incluyendo a su hijo Mullen. Con Gaia probando ser más que un reto para toda la armada de Garlyle, Leen acepta su destino y se sacrifica para bajar sus defensas. Aunque Mullen suplica a Feena que termine con Gaia, Justin responde que el problema no puede ser solucionado con más sacrificios ya que Gaia simplemente revivirá más tarde y que deben derrotarlo definitivamente para cerrar el círculo. A pesar de que Gaia derrotase a las tropas y extendiese su corrupción por todo el planeta, Justin juntó todo su coraje para encarar al mal con la ayuda de sus amigos y viajar al corazón interior de Gaia para destruirlo y a la Piedra Espiritual de una vez por todas. Con Gaia derrotado permanentemente, el mundo experimentó una nueva era de paz. Leen es devuelta a la vida con la destrucción de Gaia. En un epílogo diez años más tarde, Sue, ahora una adolescente, se reúne con Justin y Feena que vuelven a casa después de una década de aventuras con varios hijos a cuestas.

## Desarrollo
Grandia fue desarrollado por Game Arts en un periodo de más de dos años comenzando después del lanzamiento del título de rol previo de la compañía Lunar: Eternal Blue para la Sega CD. El proyecto, liderado por el productor Yoichi Miyaji y los directores Takeshi Miyaji y Tashiaki Hontani, fue originalmente planeado para el sistema Sega CD pero fue cambiado a la Saturn al poco de empezar el desarrollo por el abandono de la plataforma. De acuerdo con el portavoz de Game Arts, Grandia fue creado como parte del esfuerzo continuo de la compañía para "proveer a los consumidores con buenos juegos en vez de intentar seguir las tendencias del mercado", en vez de crear un producto que cuente una historia dirigida principalmente al grupo de fanes ya existente. La versión Saturn fue lanzada en diciembre de 1997 exclusivamente en Japón, junto con una Edición Limitada especial para los que reservaron el juego entre el 25 de octubre y el 30 de noviembre de 1997, que incluye un mapa desplegable de tela del mundo de Grandia, así como un mini disco de radioteatro con las escenas habladas del juego. En noviembre de 1998, Grandia fue relanzado en Japón como el Grandia Memorial Package, que contenía nuevas artes para el libro de instrucciones y un precio de venta menor. Sega America ha comentado que no tienen planes de crear una versión inglesa del juego para el público de Norteamérica en su sistema, los cuales crearon una petición en línea originada en la página sobre juegos de rol LunarNET destinada a alertar a las compañías de los consumidores interesados. A pesar de reunir varios cientos de firmas en solo unos pocos días, así como el apoyo de la página de juegos GameSpot, la versión Saturn nunca fue lanzada internacionalmente.
En marzo de 1999, el distribuidor en Japón de Game Arts, ESP Software expuso una versión PlayStation de Grandia en el Tokyo Game Show de ese año, junto con una confirmación de que el juego será lanzado en inglés por primera vez en Norteamérica por Sony Computer Entertainment America. Working Design, que había trabajado previamente con Game Arts llevando los juegos de Lunar a la región, había expresado su interés en distribuir el juego, pero finalmente no pudieron conseguir los derechos. En la versión PlayStation del juego se incluyeron nuevas características como el soporte para el sistema de control analógico DualShock y su función de vibración, así como la compatibilidad con el periférico de Sony Pocketstation que permite a los jugadores descargarse datos del juego en un dispositivo portátil para usarlo en un minijuego especial. Aunque la compañía ha expresado interés en llevar el juego a la Playstation en 1998, los problemas técnicos originales impidieron que el título fuera portado al sistema. Más tarde, en junio, Game Arts fue capaz de lanzar el juego con una ligera pérdida de la tasa de frames y un nimio descenso de los efectos de vídeo. La versión norteamericana fue inicialmente anuncianda por Sony como un lanzamiento en verano en el E3 de 1999 en Los Ángeles, pero se retrasó hasta septiembre de ese año. Grandia llegó para PlayStation a las tiendas europeas en 2001 de la mano de Ubisoft.
Unos diez años después del lanzamiento de Grandia en la PlayStation, Game Arts anunció en abril de 2009 que el juego sería lanzado como un título descargable del servicio PlayStation Network de Sony en Japón en celebración de la reanudación del desarrollo del proyecto Grandia Online después de mucho tiempo inactivo.

### Audio
| Actores de voz | Actores de voz   | Actores de voz     |
| Personaje      | Japonés          | Inglés             |
| -------------- | ---------------- | ------------------ |
| Justin         | Fujiko Takimoto  | Snazin Smith       |
| Feena          | Noriko Hidaka    | Angela Anderson    |
| Sue            | Kumiko Nishihara | Blaney R. Aikman   |
| Gadwin         | Rokuro Naya      | Uncredited         |
| Rapp           | Kappei Yamaguchi | John W.            |
| Milda          | Chika Sakamoto   | Sharon Coleman     |
| Guido          | Yoshiko Kamei    | Scott Beers        |
| Liete          | Kikuko Inoue     | Sharon Coleman     |
| Puffy          | Hikari Tachibana | Hikari Tachibana   |
| General Baal   | Norio Wakamoto   | Scott Beers        |
| Colonel Mullen | Jurota Kosugi    | Tim Bosley         |
| Leen           | Hikari Tachibana | Nicole Weiss       |
| Nana           | Yumi Toma        | Maria H. Hernández |
| Saki           | Junko Hagimori   | Blaney R. Aikman   |
| Mio            | Aya Hisakawa     | Christal García    |
| Lilly          | Yumi Toma        | Angela Anderson    |
| Nicky          | Uncredited       | Anthony García Jr. |
| Boy            | Uncredited       | Anthony García Jr. |

La música para Grandia fue compuesta por Noriyuki Iwadare, quien previamente había trabajado con Game Arts como compositor de su saga Lunar en la Sega CD. Iwadare fue llamado para escribir la música dada su relación con la compañía y declaró que su trabajo en Grandia fue un punto de inflexión en mi carrera", y describió el proceso de hacer música como "muy interesante". El equipo de sonido de Grandia utilizó la "última tecnología" disponible en aquel tiempo para crear los temas del juego, incluyendo el tema principal del juego, "Theme of Grandia", que fue compuesto por Iwadare en la noche posterior a ver una ilustración del juego. Además de su música, el juego también se caracteriza por las voces de doblaje durante las batallas y ciertas escenas de la historia, en donde la versión japonesa tiene un buen número de veteranos dobladores de anime y videojuegos. Dos de los personajes principales de la versión inglesa, Justin y Gadwin, fueron oficialmente dejados sin créditos. Durante su relanzamiento en PlayStation, para la canción oficial del juego se usó "It's the End" del grupo de rock japonés L'Arc-en-Ciel, procedente del álbum Ray de 1999.
En diciembre de 1997, las pistas de música seleccionadas fueron lanzadas en Japón en el Grandia Original Soundtrack por King Records en dos discos, que estaban organizados como "Orchestra Side" (Parte Orquestra) y "Synth Side" (Parte Sintetizador) de acuerdo con los instrumentos usados para componerlas. En 1998 estaba disponible un álbum que completa la música llamado Grandia Original Soundtrack II que contiene dos discos adicionales de música que no contenía el primer álbum. Un año más tarde, en junio de 1999, salió un álbum recopilatorio titulado The Best of Grandia por Twofive Records conteniendo algunas de las canciones favoritas de Iwadare del juego, incluyendo una pista nunca antes publicada, "Pavane". Iwadare también produjo un álbum especial llamado Vent: Grandia Arrange Version, con "Vent" siendo la palabra francesa para "aire", la cual escoge Iwadare porque le "trasmite la imagen de viento apacible y fresco". El álbum fue lanzado en febrero de 1998 por King Records y contiene doce pistas elegidas, que Iwadare diseño para ser "un álbum que la gente lo escuche los domingos por la mañana mientras descansa".

## Recepción

### Versión Saturn
Grandia tuvo un gran recibimiento durante su salida en Japón, obteniendo un 9 sobre 10 tanto de la Sega Saturn Magazine como de Saturn Fan, así como un 8.75 sobre 10 de Weekly TV Gamer. Weekly Famitsu le concedió un 32 sobre 40, ganándose la elección de los editores para el Premio de Oro. A pesar de no haber salido fuera de Japón, GameSpot analizó la versión importada de Saturn en 1998 declarando que Grandia "supera a Final Fantasy VII en todos los aspectos que importan", además de que el juego "no era solo más largo, con un elenco de personajes más atractivo, sino que además carecía de esos momentos de calma que tienen muchos juegos de rol precisamente por eso", entregando un Editor's Choice Award al juego. El Official U.S. PlayStation Magazine dijo que el juego era "discutiblemente el mejor juego de rol para la Sega Saturn." El juego consiguió una mención de honor durante la CESA Japan Game Awards de 1997 como finalista para juego del año, y llegaría a vender casi 350.000 copias, convirtiéndose en el 15º juego más vendido para la plataforma en la región. Además, las importaciones norteamericanas del juego eran mucho más altas que otros juegos del género en aquella época debido a su recepción tan positiva y a la cancelación de una publicación occidental en la plataforma. En 2006, los lectores de Famitsu votaron a la versión de Saturn como el 73.er mejor juego de todos los tiempos en el artículo de la revista, los 100 mejores juegos de todos los tiempos.

### Versión PlayStation
La versión PlayStation de Grandia se encontró con una recepción similarmente positiva a la versión de Saturn, aunque sus ventas permanecieron más bajas que las del original en Japón, vendiéndose aproximadamente 97.460 copias en sus primeras tres semanas. La Official U.S. PlayStation Magazine lo nombró uno de los "25 juegos que debes jugar en 1999", alabando la colorida presentación del título, su "innovador sistema de combate" y su "elegante sistema de mejoras de personaje", a pesar de que encontró el doblaje al inglés "tristemente poco agraciado". GameSpot una vez comparó Grandia a la popular saga de SquareSoft Final Fantasy, declarando que "cada bit del juego es tan valioso como Final Fantasy VIII, simplemente de una manera distinta" poniendo especial atención a la calidad del sonido ya que es "tan completa y detallada como lo es su apartado visual", aunque se consideró un punto flaco su traducción y doblaje al inglés alegando que era "inexcusable para los estándares de localización actuales." La revista GamePro percibió que el juego había envejecido durante los dos años que tardó en llegar a PlayStation, aunque la presentación del juego todavía estaba "increíblemente detallada y bien diseñada." Esta misma revista citó a la banda sonora como su mayor defecto llegando a considerarla "repetitiva, molesta y hará que el jugador le baje el volumen". También se mostró crítico con el bajo detalle de los enemigos cuando se comparan con el resto del juego, a pesar de admitir que "los puzles de Grandia, las magníficas localizaciones y una historia sólida maquillan sus pequeños defectos." En cambio, IGN expresó que la música del juego era "buena", a pesar de afirmar que eran "temas lo suficiente simplistas" como para silenciarlo un rato, además de añadir que "venderías el juego pronto si no fuera por el impulso de ver el final del juego." En el 2000, IGN puso a Grandia en el puesto 17 de su lista de los 25 mejores juegos de PlayStation de todos los tiempos, refiriéndose a este como "la obra maestra de Game Arts y probablemente el proyecto más importante de su historia." Eurogamer, en una retrospectiva en 2007, dijo que el juego era "fantástico", alabando el "sistema de combate tan disfrutable con el que muy pocos juegos han rivalizado incluso en años recientes".